# Цуцулан-Шотропа, Адина
Адина Цуцулан-Шотропа (рум. Adina Țuțulan-Șotropa; род. 19 августа 1969, Сибиу) — румынская биатлонистка и лыжница, участница трёх зимних Олимпийских игр: 1988 года в лыжных гонках, 1992 и 1994 — в биатлоне.

## Биография
Адина Цуцулан родилась 19 августа 1969 года в румынском городе Сибиу.

### Лыжные гонки
В начале своей карьеры Адина Цуцулан специализировалась на лыжных гонках. В 1988 году в возрасте 18 лет представляла Румынию на своих первых Олимпийских играх. В гонке на 10 км классическим стилем финишировала 47-й, на 20 км свободных стилем — 46-й, а в эстафете была 12-й вместе с Илеаной Ианошиу-Ханган, Михаэлой Кырстой и Родикой Драгуш.
Результаты на Олимпийских играх
| Год  | Место проведения | 5 км КС | 10 км КС | 20 км СС | Эстафета |
| ---- | ---------------- | ------- | -------- | -------- | -------- |
| 1988 | Калгари          | —       | 47       | 46       | 12       |

### Биатлон
Впервые на международных соревнования по биатлону выступила в 1990 году на чемпионате мира в Минске, где показала 43-й результат в индивидуальной гонке. За свою карьеру Адина Цуцулан-Шотропа приняла участие в 5 чемпионатах мира, лучший личный результат показала в 1991 году в Лахти, заняв 21-е место в индивидуальной гонке, там же в эстафете и командной гонке была 9-й.
Результаты на Чемпионатах мира
| Год  | Место проведения | Спринт | Индивидуальная гонка | Эстафета | Командная гонка |
| ---- | ---------------- | ------ | -------------------- | -------- | --------------- |
| 1990 | Минск            | —      | 43                   | —        | —               |
| 1991 | Лахти            | 43     | 21                   | 9        | 9               |
| 1993 | Боровец          | 31     | 32                   | —        | 11              |
| 1995 | Антерсельва      | 46     | 43                   | —        | —               |
| 1996 | Рупольдинг       | 40     | 41                   | —        | —               |

В 1992 году выступает на Олимпийских играх в Альбервиле, на которых впервые проводились соревнования по биатлону среди женщин. Там она занимает 38-е место в спринте, 41-е в индивидуальной гонке и 10-е в классической эстафете вместе с Илеаной Ианошиу-Ханган и Михаэлой Кырстой.

На Олимпиаде 1994 года в Лиллехаммере, лучшим результатом становится 18-е место в индивидуальной гонке.
Результаты на Олимпийских играх
| Год  | Место проведения | Спринт | Индивидуальная гонка | Эстафета |
| ---- | ---------------- | ------ | -------------------- | -------- |
| 1992 | Альбервиль       | 38     | 41                   | 10       |
| 1994 | Лиллехаммер      | 55     | 18                   | 16       |

Начиная с сезона 1990/1991 выступала на этапах Кубка мира. Лучшие результаты в карьере на Кубке мира: 16-е место в индивидуальной гонке в Антхольце (сезон 1993/1994), 20-е место в спринте тоже в Антхольце (сезон 1991/1992), в составе эстафетной команды была 7-й в Поклюке в сезоне 1992/1993, в гонке преследования Адина выступила лишь один раз в своей последней гонке в Эстерсунде (сезон 1998/1999), заняв 49-е место.

Профессиональную карьеру Цуцулан-Шотропа закончила в 1999 году. 
Результаты выступлений на этапах Кубка мира
| Сезон     | Место проведения | Индивидуальная | Спринт | Преследование  | Эстафета |
| --------- | ---------------- | -------------- | ------ | -------------- | -------- |
| 1990/1991 | Альбервиль       | 34             | 44     | не проводилась | 9        |
| 1990/1991 | Антхольц         | —              | 52     | не проводилась | 9        |
| 1991/1992 | Хохфильцен       | 60             | 44     | не проводилась | —        |
| 1991/1992 | Рупольдинг       | 33             | 28     | не проводилась | 11       |
| 1991/1992 | Антхольц         | 45             | 20     | не проводилась | 12       |
| 1992/1993 | Поклюка          | 33             | 45     | не проводилась | 7        |
| 1992/1993 | Оберхоф          | 36             | 37     | не проводилась | —        |
| 1992/1993 | Антхольц         | —              | 59     | не проводилась | —        |
| 1993/1994 | Бадгастайн       | 87             | 70     | не проводилась | 18       |
| 1993/1994 | Поклюка          | 78             | 42     | не проводилась | 17       |
| 1993/1994 | Антхольц         | 16             | 81     | не проводилась | 17       |
| 1994/1995 | Бадгастайн       | 53             | 59     | не проводилась | —        |
| 1994/1995 | Бадгастайн       | 43             | 49     | не проводилась | —        |
| 1994/1995 | Оберхоф          | 53             | 61     | не проводилась | —        |
| 1994/1995 | Рупольдинг       | 40             | 35     | не проводилась | —        |
| 1995/1996 | Осрблье          | 26             | 71     | не проводилась | —        |
| 1995/1996 | Поклюка          | 37             | 55     | не проводилась | —        |
| 1997/1998 | Лиллехаммер      | —              | 103    | —              | —        |
| 1997/1998 | Эстерсунд        | 69             | —      | —              | —        |
| 1998/1999 | Хохфильцен       | 51             | 72     | —              | —        |
| 1998/1999 | Осрблье          | 54             | 77     | —              | —        |
| 1998/1999 | Оберхоф          | —              | 70     | —              | —        |
| 1998/1999 | Рупольдинг       | —              | 88     | —              | —        |
| 1998/1999 | Эстерсунд        | —              | 59     | 49             | —        |